# Stanisław Nawrot
Stanisław Nawrot (ur. 7 listopada 1885 w Siewierzu, zm. 20 lutego 1970 w Warszawie) – polski dyrygent i kompozytor.

## Życiorys
Urodził się w rodzinie Hipolita, dekarza, i Zofii z Lenarcików. Od 1902 pobierał lekcje gry na organach w szkole muzycznej przy Warszawskim Towarzystwie Muzycznym. Od 1906 studiował kompozycję muzyczną w Warszawskim Instytucie Muzycznym pod kierunkiem Zygmunta Noskowskiego i Romana Statkowskiego. W czerwcu 1910 dyrygował orkiestrą teatralną kabaretu Maska, który występował w Dolinie Szwajcarskiej. Od września 1911 był kierownikiem muzycznym Teatru Popularnego, od 1912 do 1914 dyrygował w warszawskim Teatrze Miniatury. W 1913 obronił dyplom ukończenia szkoły. W październiku 1914 został ewakuowany do Kostromy w Rosji, gdzie pracował w chórami, uczył dzieci śpiewu i organizował przedstawienia. Po wybuchu rewolucji październikowej został sekretarzem komitetu zajmującego się uciekinierami. W sierpniu 1918 powrócił do Warszawy i początkowo dyrygował w teatrach objazdowych, na początku 1919 był kierownikiem Teatru Muzycznego Sfinks. Od grudnia 1919 był dyrygentem w Teatrze Nowości, od czerwca do sierpnia 1926 dyrygował w teatrze operetkowym Wodewil, a następnie do grudnia w Teatrze Kazimiery Niewiarowskiej. Od lipca 1925 współpracował z Polskim Radiem, podczas próbnej audycji muzycznej dyrygował orkiestrą Teatru Nowości, a w następnym roku komponował ilustracje muzyczne do słuchowisk muzycznych. Od grudnia 1926 do maja 1927 dyrygował w Teatrze Messal-Niewiarowskiej, w sezonie 1927/28 ponownie dyrygował w Teatrze Nowości. Wiosną 1928 związał się na krótko z Teatrem Morskie Oko, od 1928 dyrygował chórem radiowym, a następnie orkiestrą rozrywkową. W 1932 ponownie w Teatrze Nowości, równocześnie był kierownikiem muzycznym w Teatrze Artystów. W 1935 dyrygował w Teatrze Letnim, rok później w Teatrze Wielkim, zaś w 1937 w Operetce na Karowej. Często współpracował z radiem. W 1928 został dyrygentem chóru radiowego, potem orkiestry rozrywkowej. Od 1935 był jednym z czterech dyrygentów Wielkiej Orkiestry Symfonicznej Polskiego Radia, z którą w 1937 wziął udział na Powszechnej Wystawie Światowej w Paryżu.
Podczas II wojny światowej dyrygował orkiestrami w restauracjach i jawnych teatrach warszawskich Kometa i Jar, w latach 1940–1942 zatrudniony był na stanowisku dyrygenta w Teatrze Miasta Warszawy (Theater der Stadt Warschau).
Po 1945 był założycielem Chóru i Kapeli Ludowej warszawskiej rozgłośni Polskiego Radia, był konsultantem działu muzycznego Polskiego Radia. Od 1948 kierował chórem Opery Warszawskiej, był dziekanem Wydziału Dyrygentury warszawskiej Państwowej Wyższej Szkole Muzycznej, gdzie wykładał dyrygenturę. Był członkiem komisji kwalifikacyjnej Zawodowych Członków Chóru PR, od 1956 pełnił funkcję kierownika muzycznego Zespołu Pieśni i Tańca Mazowsze oraz został docentem w PWSM.
Stanisław Nawrot był autorem kompozycji orkiestrowych, kameralnych, a także pieśni chóralnych i opracowań muzyki ludowej.
Był mężem Zofii Tomaszewskiej (zm. 1987).
Zmarł w Warszawie, pochowany 25 lutego 1970 na cmentarzu Bródnowskim (sektor 110M-3-32).

## Ordery i odznaczenia
- Krzyż Oficerski Orderu Odrodzenia Polski (15 lipca 1954)[4]
- Złoty Krzyż Zasługi
- Medal 10-lecia Polski Ludowej (19 stycznia 1955)[5]